# Cadillac STS
El Cadillac STS es un automóvil de turismo del segmento E producido por el fabricante estadounidense Cadillac desde el año 2004 hasta 2011, ensamblado y producido en Lansing, Estados Unidos. Sucesor del Cadillac Seville, que poseía tracción delantera. Algunos de sus rivales son el Audi A6, el BMW Serie 5, el Lincoln MKZ, el Infiniti M, el Lexus GS y el Mercedes-Benz Clase E.
Diseñado por Kip Wasenko en 2001 y está situado en medio de la gama de automóviles que ofrecía Cadillac en la segunda mitad de la década de los años 2000. Por debajo del Cadillac DTS y por encima, de por aquel entonces, automóvil del segmento D, Cadillac CTS.
En República Popular China, se vendió como Cadillac SLS, el cual estuvo en ese mercado desde 2007 hasta 2013.

## Etimología
La denominación STS, conocida como Seville Touring Sedan provenía de la versión de alto nivel orientada al rendimiento que tenía el Cadillac Seville junto con la SLS, una versión orientada a la comodidad (Seville Luxury Sedan).

## Historia

### Inicios
Vio la luz en 2004, lanzado en América del Norte y un año más tarde en 2005, para Europa. Los dos motores disponibles en el momento de la salida del STS fueron un V6 de 3.6 litros con 257 CV (189 kilovatios) de potencia; y un V8 de 4.6 litros con 325 CV (239 kilovatios) de potencia, este último es el único que ofrece de serie una suspensión de dureza variable. El interior, el maletero no tiene mucha capacidad (sólo para 64 litros) al igual que una persona alta en los asientos traseros, aunque estos destaquen por el espacio para las piernas. En la postura de conducción destacan los reglajes eléctricos para el asiento y el volante. Los mandos están bien ubicados aunque los de la parte izquierda quedan algo tapados por el volante, también incluye un sistema de audio Bose con un cargador de 6 discos compactos, estando disponible en la Launch Edition, un sistema de reproducción de DVD y 15 altavoces, en la Elegance Edition se incluyen 8 altavoces sólo. La llave de serie incluye un sistema de manos libres, esta y el mando se venden por separado. A diferencia el Seville; el STS estaba basado en la plataforma Sigma de General Motors siendo este el primer sedán de Cadillac que se ofreció con tracción en todas las ruedas manteniendo la tecnología Magnetic Ride Control de alto rendimiento del Seville, esta tecnología, propia de GM, actúa sobre el chasis y la suspensión adaptando y ajustando los amortiguadores en respuesta a los cambios de terreno. Este modelo se montó en las instalaciones de GM Lansing Grand River en Lansing, Míchigan junto con el Cadillac CTS y en Kaliningrado, Rusia.
Para el año 2005, año en el que se empezó a vender en el Viejo Continente, la longitud total bajó de 5" a 196.3", pero la distancia entre ejes creció de 4" a 116.4 pulgadas (2.957 mm), lo que resultó en un mayor espacio interior. La pantalla frontal era opcional, al igual que un sistema estéreo Bose de 300 vatios con capacidad para MP3. Los precios base en el lanzamiento oscilaron entre USD$ 40.575 para el modelo V6; y USD$ 47.025 para el V8.

### Re-styling de 2008

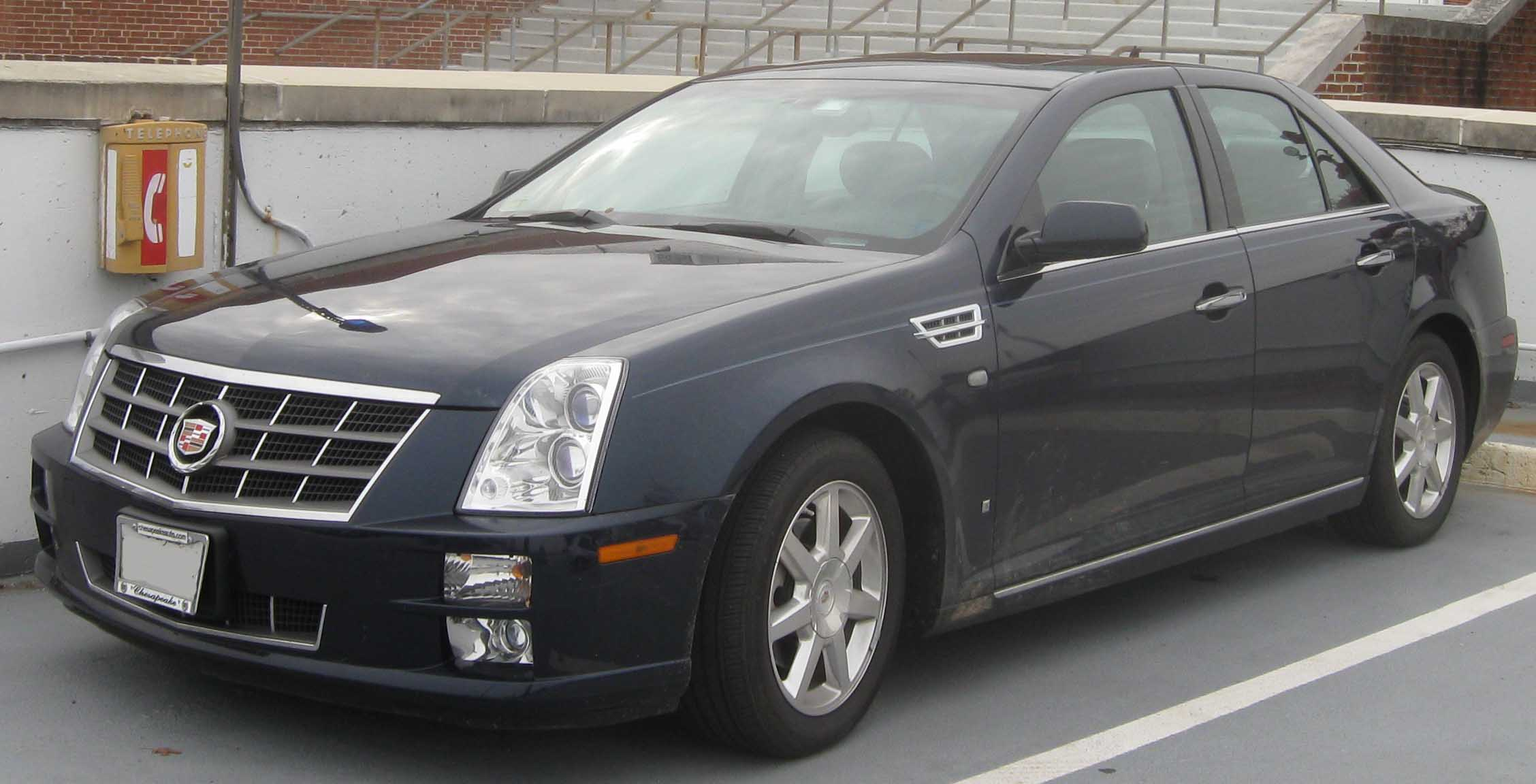
Actualización del 2008-2009 para el STS

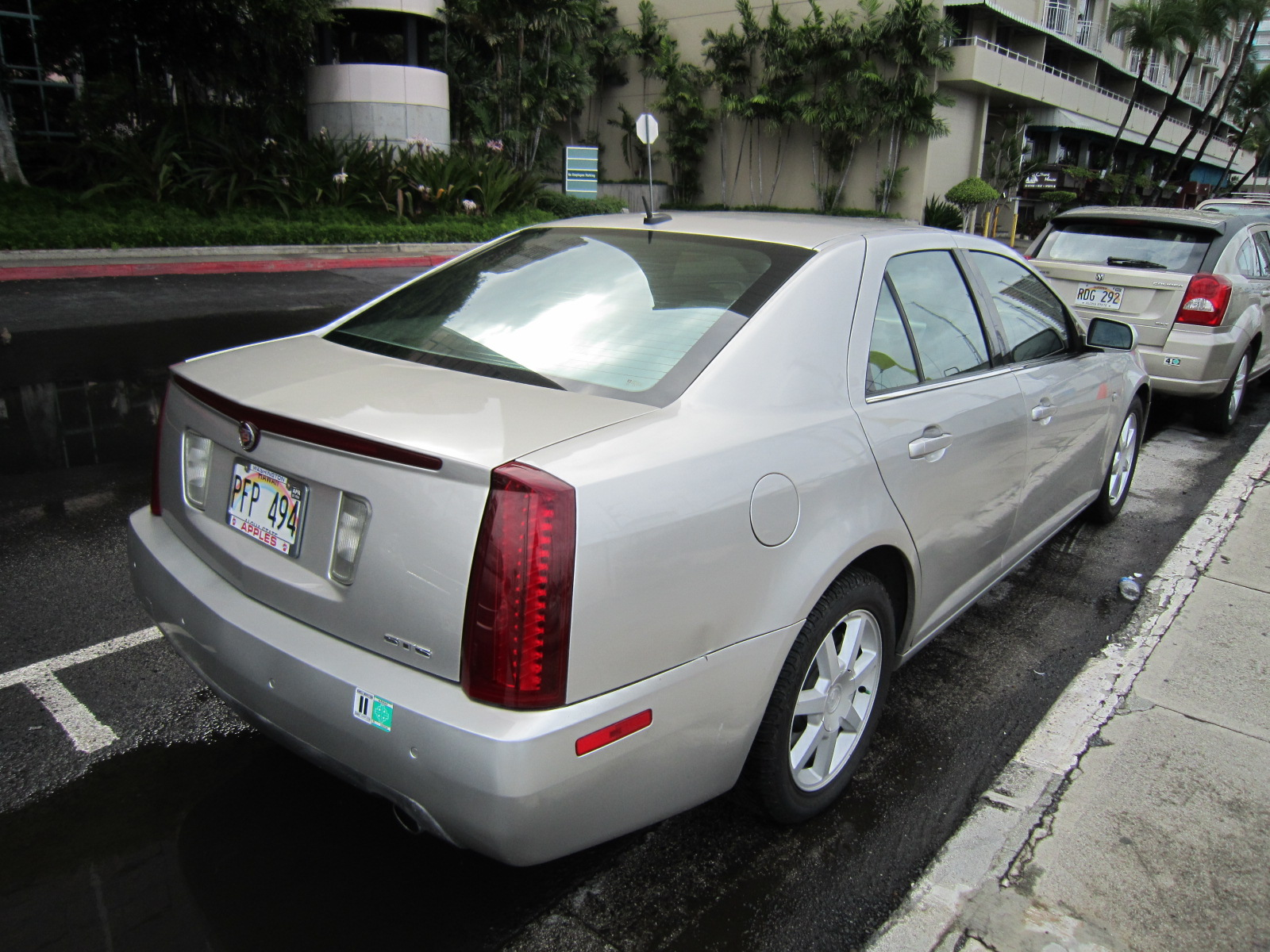
Parte trasera derecha del STS

El STS recibió una actualización para el año 2008 destacando entre los cambios incluyeron un exterior renovado, con señales de estilo que se asemejan a la nueva generación del CTS salida ese mismo año, como rejillas más grandes, más agresivas y ventilaciones de guardabarros cromadas. En lo que se refiere al interior del vehículo, se añadieron nuevos materiales (entre estos un nuevo volante) aunque el diseño por dentro permaneció igual, a pesar de que existieron rumores de un interior totalmente nuevo similar al modelo del mercado chino, el SLS. También ofreció unas mejoras en el apartado de seguridad, incluyendo un sistema de advertencia de salida de carril desarrollado por Mobileye, un sistema de monitoreo de punto ciego y una versión mejorada del sistema de control de estabilidad StabiliTrak de GM, el cual podría operar el sistema de dirección además de los frenos para ayudar a corregir un derrape . Además, las opciones anteriormente limitadas al modelo V8 (como los faros HID y la pantalla de visualización automática para el automóvil) estaban disponibles también para el V6. Este nuevo modelo debutó en el Salón del Automóvil de Nueva York en el año 2007.
Una actualización de 2010 para el STS eliminó las insignias de GM, aunque los modelos de principios de 2010 todavía conservaban insignias de GM. Para 2011, el V8 se retiró de la línea de producción, siendo en mayo el mes en el que también se dejaría de producir el STS.

### Cese de producción
Este modelo fue sustituido por el Cadillac XTS y por la tercera generación del Cadillac CTS, el cual ascendería de segmento, sucediéndolo por completo. No llegó a representar una amenaza seria para las berlinas alemanas que se posicionaban en este segmento tales como el BMW Serie 5 o el Mercedes-Benz Clase E. Desde que se lanzó al mercado, hubo un constante descenso de ventas, siendo el pico máximo, en el año 2005, de 33.500 unidades vendidas y si atendemos a las ventas mundiales, la cifra fue de 125.000 unidades vendidas.
En una prueba hecha por la revista automovilística Autofácil en el circuito alemán de Nürburgring, la suspensión y dirección son blandas para que el confort se vea favorecido, aunque en aspectos positivos, es un vehículo suave y silencioso, destacando su respuesta por encima de los 3.500 rpm. El aspecto más negativo del STS es el consumo elevado y las peores prestaciones que ofrece ante sus rivales europeos.

## Motorizaciones
En la primera generación los motores disponibles fueron un V6 LY7 de 3.6 litros de alto rendimiento con 257 CV (189 kilovatios) de potencia y 252 lb-pie (342 N·m) de par máximo, el cual estuvo disponible desde 2004 hasta 2008; y el V8 Northstar LH2 de 4.6 litros que desarrollaba 325 CV (239 kilovatios) de potencia y 315 lb-pie (427 N⋅m) de par máximo, este último estuvo tanto disponible para América del Norte y para Europa, ofrecido hasta el año 2011. Todos los modelos de motor cuentan con árboles de levas dobles con sincronización variable de válvulas. La ignición remota es estándar.
En la segunda generación el tren motriz estándar fue un V6 de 3.6 litros de inyección directa acoplado a una transmisión automática de seis velocidades, que en el STS desarrolló 306 CV (225 kilovatios) de potencia y 272 lb-pie (369 N⋅m) de par máximo, sólo se vendió en América del Norte.
En conclusión, los motores eran todos de gasolina, también cabe decir que el STS fue un modelo equipado con una transmisión automática de seis velocidades y una perfección en el algoritmo de rendimiento y cambio de conductor. Resumiendo los motores que estuvieron disponibles son los siguientes:
| Tipo de motor | Cilindrada         | Potencia                | Años                                                                                   |
| ------------- | ------------------ | ----------------------- | -------------------------------------------------------------------------------------- |
| V6            | 3.6 L              | 257 CV (189 kilovatios) | 2004-2008                                                                              |
| V6            | 3.6 L VVT          | 306 CV (225 kilovatios) | 2008-2011 (sólo para América del Norte).                                               |
| V8            | 4.6 L              | 325 CV (239 kilovatios) | 2004/2005-2011 (Estados Unidos/Europa). Existe una transmisión integral AWD a ofrecer. |
| V8            | 4.4 L Supercargado | 476 CV (350 kilovatios) | 2006/2007-2010 (Estados Unidos/Europa).                                                |

## Seguridad
El Cadillac STS fue clasificado en la prueba de choque de pasajeros con una calificación de cuatro estrellas en la parte delantera y de cinco estrellas en la parte trasera y cinco estrellas por la Administración Nacional de Seguridad del Tráfico en las Carreteras. Se le otorgó una calificación general de "Buena" en la prueba de choque frontal hecha por el Instituto de Seguros para Seguridad en las Carreteras y una calificación de "Aceptable" en la prueba de impacto lateral. En la prueba de impacto lateral, las mediciones de lesiones en la pelvis del conductor se calificaron como "Pobre" y para el torso "Aceptable".

## STS-V

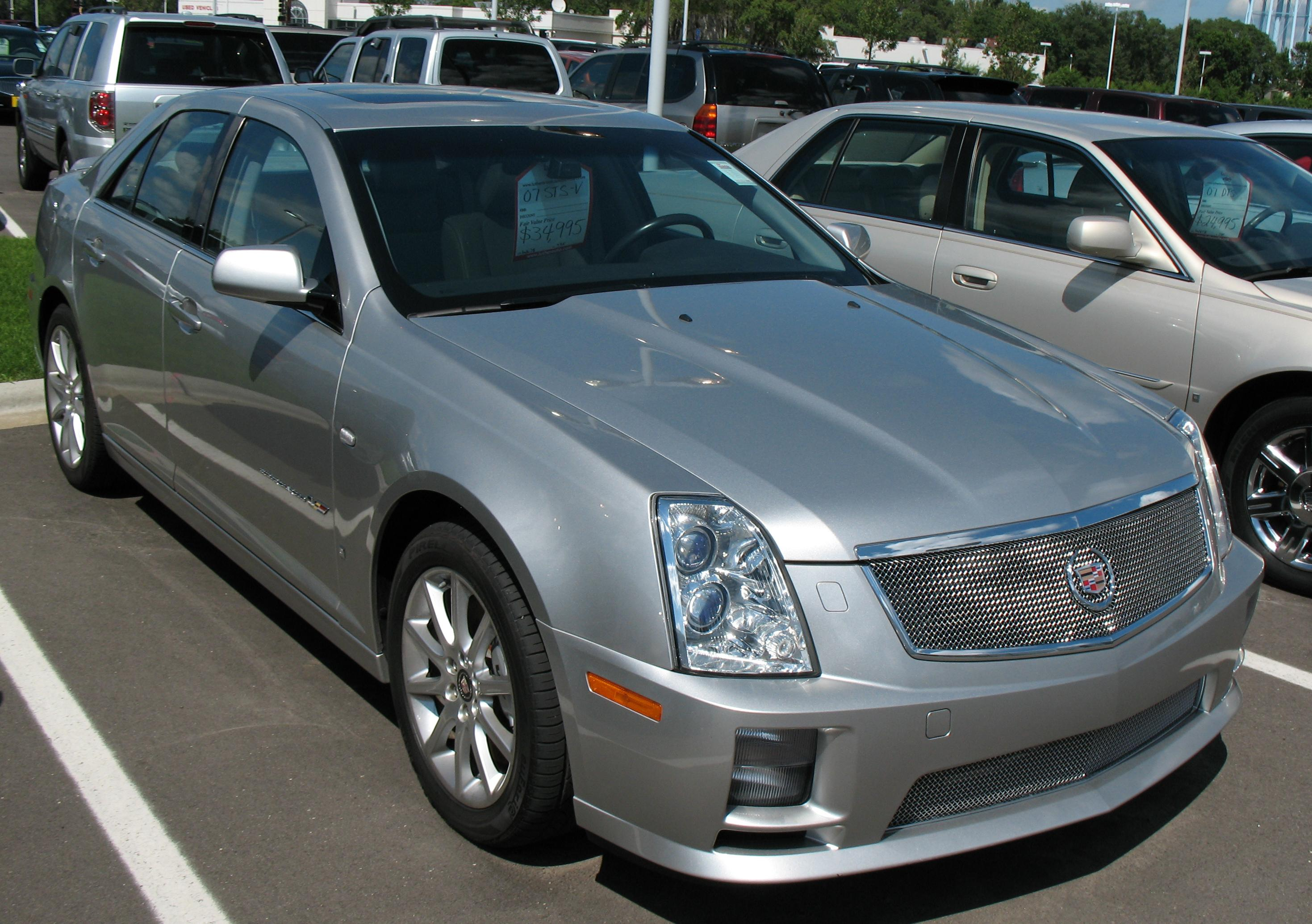
STS-V de 2007

Existió una versión de altas prestaciones del STS, la variante de este modelo en la V-Series de Cadillac, esta variación tenía una cilindrada de 4371 cc con 476 CV (350 kilovatios) de potencia y una aceleración de 0 a 97 km/h (60 millas por hora) en 4,6 segundos, pensada para rivalizar con el BMW M5 o el equivalente al A6 de la línea de altas prestaciones de Audi, conocido como S6.